# Playtonic Games
Playtonic Games é uma desenvolvedora de jogos eletrônicos independente do Reino Unido. Ela foi fundada em 2014 e, com exceção de um membro, consiste inteiramente de ex-funcionários da Rare.

## Jogos desenvolvidos
| Ano  | Jogo                                 | Plataforma(s)                                                     | Notas |
| ---- | ------------------------------------ | ----------------------------------------------------------------- | ----- |
| 2016 | Yooka-Laylee                         | Windows, Mac OS, Linux, Nintendo Switch, PlayStation 4 e Xbox One |       |
| 2019 | Yooka-Laylee and the Impossible Lair | PlayStation 4, Nintendo Switch, Xbox One, Microsoft Windows       |       |

## Equipe
A equipe é liderada por Chris Sutherland, que trabalhou como engenheiro-chefe na Rare, e Gavin Price, que foi designer e tester na Rare. Seu designer de personagens é Steve Mayles, que criou os personagens principais da série Banjo-Kazooie e também a versão moderna da família de Donkey Kong, a partir de Donkey Kong Country. Mark Stevenson, técnico de direção de arte, que trabalhou na série Donkey Kong e em Kameo: Elements of Power. Steven Hurst é o diretor de arte de ambientes que trabalhou como artista-chefe de ambientes em todos os jogos da Rare a partir de Banjo-Kazooie até Kinect Sports. Jens Restemeier é o diretor de tecnologia, que anteriormente trabalhou nos motores gráficos de Donkey Kong Country e Banjo-Pilot. Andy Robinson é o escritor e o único membro que nunca trabalhou na Rare.